# Troféu do Campeonato Brasileiro de Futebol
O troféu do Campeonato Brasileiro de Futebol é um troféu dado aos vencedores de cada edição da competição. Na era profissional do futebol, em 1937 e desde o Campeonato Brasileiro de Futebol a partir de 1959, já houve no mínimo onze troféus diferentes dados aos campeões. A quantidade exata é incerta porque em muitas edições eram entregues dois troféus ao campeão, já que o oficial retornava para a Confederação Brasileira.

## História

### Antecedentes
Em 1920 foi entregue ao Club Athletico Paulistano a Taça Elixir de Nogueira com a inscrição "Campeão Brasileiro de 1920", após vencer o Campeonato Brasileiro de Clubes Campeões, disputa da era amadora, organizada pela CBD. 

### Troféu Torneio dos Campeões (1937)
Formada por uma base de madeira, parte central, orelhas superando o tamanho desta última e um jogador em cima.
Em 2023, após homologação da disputa como primeira edição do Brasileirão, uma réplica foi exposta no centro de campo e familiares dos atletas da época receberam miniaturas do troféu, em prévia de jogo do Atlético-MG.

### Troféu Taça Brasil (1959–1963)

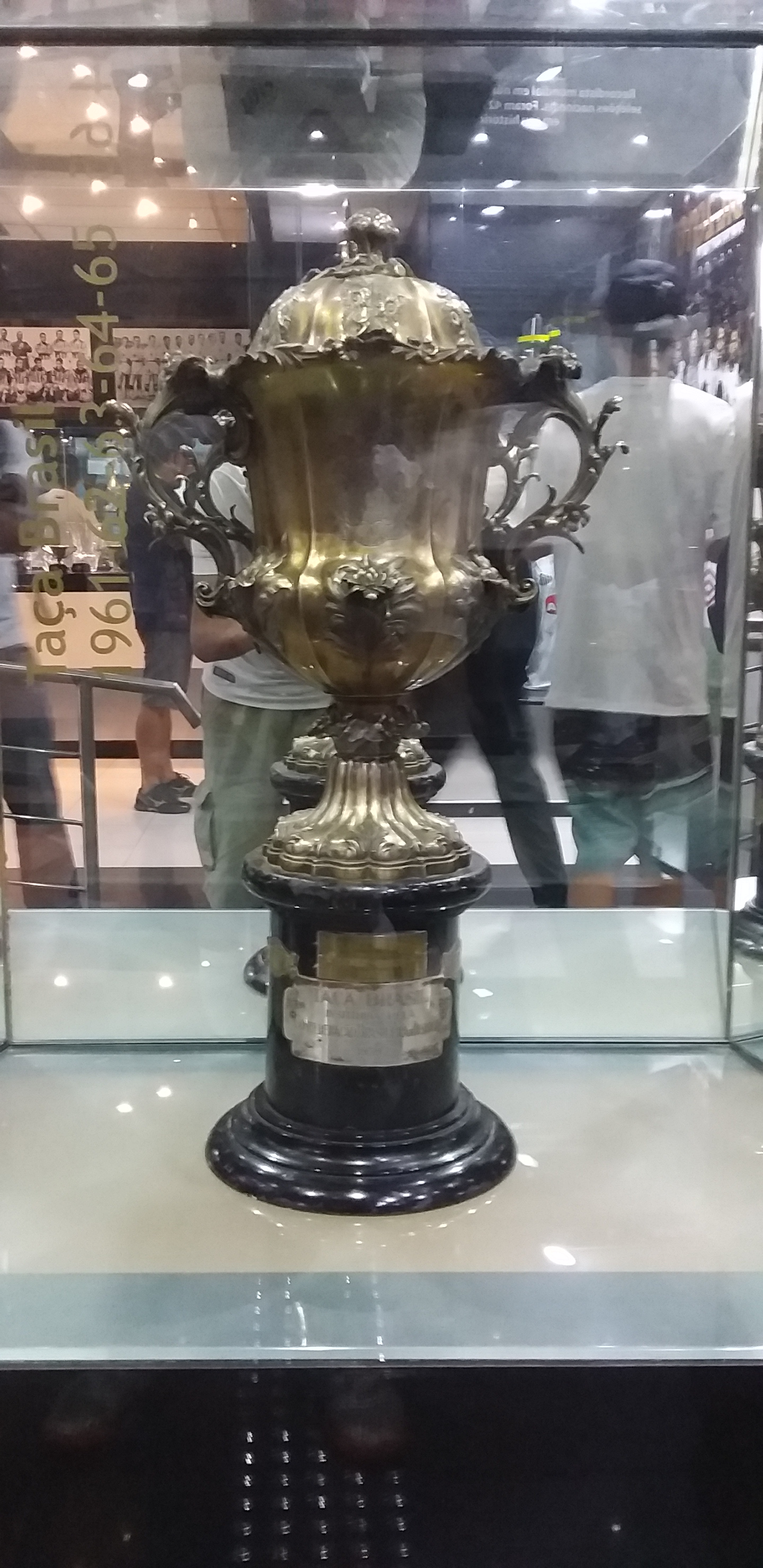
Troféu Taça Brasil usado entre 1959 e 1963.

A história deste troféu do Campeonato Brasileiro começa em dezembro de 1954, quando o departamento técnico da Confederação Brasileira de Desportos (CBD, precursora da atual Confederação Brasileira de Futebol, CBF) instituiu o Troféu Taça Brasil para ser disputado no Campeonato Brasileiro de Clubes, nessa mesma época, a entidade também instituiu o título de campeão brasileiro ao seu vencedor.
O campeonato em disputa desta taça foi homologado pela entidade máxima do futebol brasileiro em setembro de 1955, durante o primeiro Congresso Brasileiro de Futebol realizado na cidade de Belo Horizonte, Minas Gerais. Onde foi estabelecido que, o campeonato seria disputado anualmente e que a sua primeira edição ocorreria somente no ano de 1959; Ou seja, apesar de ser instituída em 1954 e ter seu regulamento definido no ano seguinte, a disputa da taça não pôde ocorrer em 1955, como estava programada inicialmente, porque o calendário do futebol nacional entre os anos de 1955 e 1958 já encontrava aprovado e não poderia sofrer modificações por conta da realização da Copa do Mundo de 1958.
Em 1959, como estava previsto, a CBD deu início ao campeonato, este troféu passou a ser entregue ao campeão brasileiro. Mas a CBD não confeccionava uma nova taça a cada edição da competição, e nem enviava uma réplica ao clube campeão da temporada. A posse do troféu original era transferida de ano em ano a cada vencedor, e os regulamentos da entidade determinavam que a equipe que conquistasse o troféu três vezes consecutivas ou cinco vezes alternadamente ficaria em posse definitiva do mesmo.
Esta taça foi utilizada anualmente para premiar o campeão brasileiro da temporada até a edição de 1963, quando foi entregue definitivamente ao Santos após o clube ter conquistado-a três vezes seguidas nos anos de 1961, 1962 e 1963. Em 1964 foi fabricado um novo troféu diferente para substituí-la.

### Troféu Taça Brasil (1964–1968)

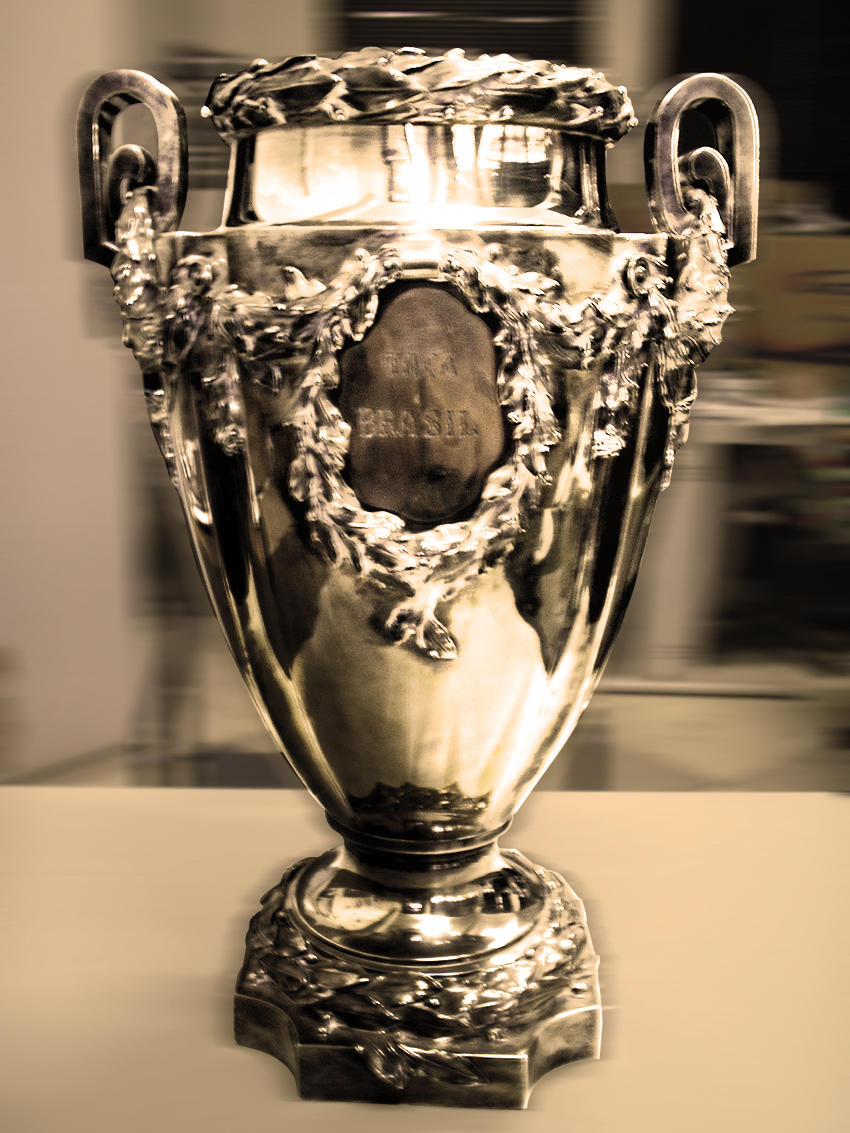
Troféu Taça Brasil usado entre 1964 e 1968.

Após o Santos ter conquistado definitivamente o primeiro troféu Taça Brasil do Campeonato Brasileiro em 1963, a CBD criou um novo troféu para substituir o anterior e continuar premiando os campeões brasileiros nos anos seguintes. O novo Troféu Taça Brasil foi confeccionado com um desenho totalmente diferente do antigo.
Assim como o troféu anterior, a entidade não fabricava uma nova taça a cada edição da competição, e nem enviava uma réplica ao clube campeão da temporada. A posse do troféu original era transferido de ano em ano a cada campeão e os regulamentos da Confederação Brasileira também determinavam que o clube que conquistasse esta taça três vezes consecutivas ou cinco vezes alternadamente ficaria em posse definitiva da mesma.
O troféu foi utilizado anualmente para premiar o campeão brasileiro da temporada até a edição de 1968, quando foi realizada a última edição da Taça Brasil. Entretanto, como nenhum clube conseguiu conquistar a taça definitivamente, ela acabou permanecendo guardado por mais de quatro décadas na Confederação Brasileira de Futebol (CBF), por fim acabou ficando em posse definitiva do Botafogo por ter sido o último clube a conquistá-la, em 1968. Atualmente, este troféu encontra-se na sede do Botafogo, em General Severiano, na cidade do Rio de Janeiro.

### Troféus alternados (1967–1974)

Troféu do Torneio Roberto Gomes Pedrosa de 1967.

Existem dois troféus relacionados a primeira edição do Torneio Roberto Gomes Pedrosa, que foi realizada em 1967. Sendo um deles o troféu Abreu Sodré, que foi oferecido ao campeão em homenagem ao governador do Estado de São Paulo. Nas edições seguintes houve outras versões alternadas, provavelmente uma a cada edição. Porém, existem dúvidas sobre a quantidade de troféus oficiais utilizados na época que o Campeonato Brasileiro era denominado de Torneio Roberto Gomes Pedrosa, entre 1967 e 1970, não sendo claro se o campeão ganhava duas taças ou se todo ano mudava a taça dado ao campeão brasileiro. No período de 1971 a 1974, quando o Brasileirão era denominado de Campeonato Nacional de Clubes, foram utilizados quatro troféus diferentes para premiar os campeões.

### Troféu Copa Brasil (1975–1992)

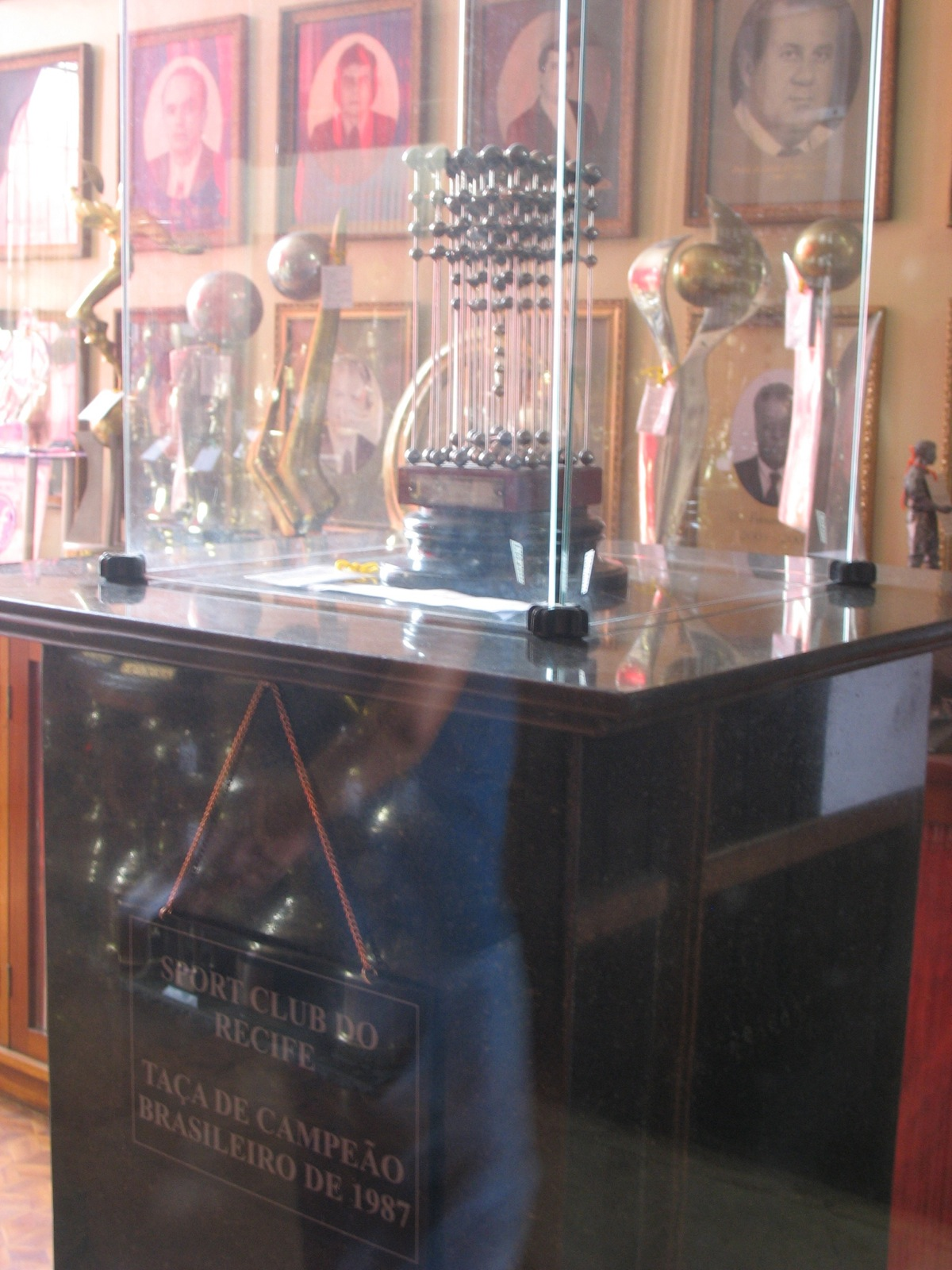
Troféu Copa Brasil utilizado de 1975 a 1992. O troféu na imagem se refere ao exposto no museu do Sport Club do Recife, conquistado em 1987.

Em 1975, a CBD lançou o Troféu Copa Brasil (popularmente conhecida como "Taça das Bolinhas"), uma taça mais elaborada produzida pelo artista plástico Maurício Salgueiro, sendo um oferecimento da Caixa Econômica Federal. Além de adotar um novo troféu, a entidade também alterou o nome oficial do campeonato nacional para Copa Brasil.
O troféu tem uma altura de 60 centímetros e pesa 5,6 quilos, é composto por 156 esferas, sendo uma de ouro e as demais de pratas, banhadas a ródio para proteger o metal. As esferas estão distribuídas em 13 níveis, elas vão aumentando de tamanho a cada nível, apoiadas em uma base de madeira de jacarandá, como um todo, essas esferas constituem o formato de uma taça. Segundo seu criador, a ideia era valorizar o campeonato, sendo assim, o contínuo aumento no tamanho das esferas representa o crescimento dos times durante o certame, cabendo ao campeão brasileiro da temporada o ápice, a esfera de ouro e de maior volume situada no núcleo do nível superior.
Assim como os troféus Taça Brasil, não era confeccionada uma nova taça a cada edição da competição, o troféu original retornava ao cofre do banco após ser erguida e realizada a volta olímpica pela equipe campeã. Mas diferentemente dos referidos troféus, desta vez os clubes recebiam uma réplica em tamanho reduzido, de 30 centímetros. E, os regulamentos da Confederação Brasileira também determinavam que o time que conquistasse esta taça três vezes seguidas ou cinco vezes alternadas ficaria em posse definitiva da mesma. Como a peça foi criada apenas em 1975, os títulos brasileiros anteriores a esta data não faziam parte da contagem de conquistas necessárias para a posse definitiva do troféu.
Entre 1980 e 1985, os clubes também receberam um outro troféu, de mais de um metro de altura, devido ao nome do Campeonato Brasileiro na época ser Taça de Ouro. Em 1987 e 1988, quando o torneio ficou popularmente conhecido como Copa União, a revista Placar também ofereceu um outro troféu ao campeão, o Troféu Copa União. Ao todo, onze clubes conquistaram o Troféu Copa Brasil, até 1992, quando ele saiu de cena em julho, após o Flamengo sagrar-se campeão brasileiro. O clube alegava ter sido aquela a sua quinta conquista.
Entretanto, a posse dessa taça é disputada na Justiça até hoje por Flamengo e São Paulo. O clube carioca, que alega ter conquistado o objeto pela quinta vez em 1992, mas não teve a suposta quarta conquista, em 1987, reconhecida pela CBF. Com isso, a equipe paulista, que conquistou o pentacampeonato brasileiro no ano de 2007, reivindica o direito da posse definitiva. A decisão da CBF, que deu a posse ao São Paulo, foi revertida pela liminar do Flamengo, alegando que o troféu em questão não estava mais em disputa desde 1992.

### Troféu Campeonato Brasileiro (1993–2013)
Em 1993, a CBF criou um novo troféu para substituir o Troféu Copa Brasil que era oferecido ao campeão brasileiro desde 1975.
O troféu foi confeccionado pelo artista plástico Holoassy Lins de Albuquerque, a taça foi o resultado da vontade do então presidente da CBF, Ricardo Teixeira, de criar um novo símbolo para o Campeonato Brasileiro de Futebol, ele queria um troféu que além de valorizar a criatividade brasileira, também enfatizasse os simbolismos que fizeram do principal esporte do Brasil, uma referência mundial em excelência e poderio, o troféu foi feito para refletir, primordialmente, o espírito de todo um povo. E também segundo seu criador, o troféu foi projetado para ter um design inédito e que o diferenciasse de tudo que se fazia no mundo como escultura de premiação, adequado à modernidade do tempo contemporâneo em que vivemos, com o troféu incorporando em suas linhas "suaves" e "equilibradas", conceitos filosóficos subjacentes em um jogo de futebol.
O troféu foi utilizado anualmente para premiar o campeão brasileiro da temporada até a edição de 2013, sendo a única exceção o ano de 2000 quando foi entregue ao campeão um modelo de troféu diferente criado exclusivamente para aquela edição, a Copa João Havelange, que não foi organizada pela CBF, que havia sido suspensa pela justiça comum de organizar o certame. Em 2014, o troféu foi substituído por uma nova taça com formato diferente.
Em 2010, quando a CBF reconheceu oficialmente os clubes campeões brasileiros de 1959 a 1970, a entidade entregou pequenos troféus do modelo que foi utilizado de 1993 a 2013.

### Troféu Brasileirão (2014–)
O atual troféu do Campeonato Brasileiro foi criado pela Confederação Brasileira de Futebol em 2014 para substituir o antigo troféu que vinha sendo oferecido ao campeão brasileiro desde a edição de 1993. Esta taça é utilizado, desde então, anualmente para premiar o campeão brasileiro da temporada.
O novo troféu da Série A, é o primeiro da história da competição a receber o nome de seu patrocinador, a Chevrolet, gravado na base do objeto. Esta medida extrema de marketing no Campeonato Brasileiro é fruto de um acordo de naming rights entre a CBF e a montadora, que tem vínculo até a edição de 2017. Ou seja, caso não haja uma renovação do contrato, provavelmente um novo troféu será criado para substituir este.
Diferentemente do troféu anterior, que a CBF ficava com a taça original, dando ao clube campeão apenas uma réplica em escala reduzida da mesma, o troféu atual tem uma nova peça construída para cada edição, a entidade máxima do futebol brasileiro entrega a taça em definitivo ao campeão da temporada e constrói um novo troféu nos mesmos moldes para a edição seguinte. O Cruzeiro que havia sido o último clube a ter conquistado a taça antecessora, em 2013, foi a primeira equipe a ganhar o novo Troféu do Campeonato Brasileiro.
A atual taça do Campeonato Brasileiro pesa 15 quilogramas e é banhada a ouro. Com 60 centímetros de altura, 45 cm de largura e 40 cm de profundidade. Ela é mais larga e mais baixa, sendo completamente diferente da taça anterior. Em seu design, o troféu possui um losango e um círculo (uma bola de futebol dourada) no centro, fazendo uma alusão à bandeira do Brasil. Sendo que a estrutura principal do troféu está fixada em uma base que, por motivos de patrocínio, tem a inscrição Brasileirão Assaí.